# Битка код Јене
Битка код Јене (и Ауерштета) одиграла се 14. октобра 1806. западно од реке Сал у данашњој Немачкој између војске Наполеона и Фридриха Вилхелм III од Пруске. Наполеон је остварио велику победу над пруском војском и тиме је елиминисао Пруску из антифранцуских коалиција све до 1813.

## Снаге две војске
Две армије су биле подељене у различите делове. Наполеонов главни део војске је био у Јени састојао се од 4. корпуса, 5. корпуса, 6. корпуса, 7. корпуса и Мираове коњица, што је све заједно било 96.000 војника. Северно у близини Ауерштета имао је Бернадотов 1. корпус од 20.000 војника и Давуов 3. корпус од 27.000 војника. Пруски краљ је имао 38.000 војника у Јени под командом кнеза Хоенлоха и 55.000 у Ауерштету под командом војводе од Брунсвика и 15.000 под командом генерала Рухела.

## Преглед
Битка је започела кад су се делови Наполеонове главне војске сукобили са Хоенлоховим снагама близу Јене. Иако је у почетку имао само 48.000 војника Наполеон је искористио пажљиво планиран и флексибилан распоред војске, који је омогућавао да брзо створи надмоћност на једном делу битке, која би сламала непријатеља. Пруси су били спори да схвате и спори у реакцији. Пре него што је појачање од 15.000 Рухелових војника могло да стигне, већ је Хоенлохова војска била поражена. Била је то оштра битка, а Наполеон је био уверен да је то био сукоб са главнином пруске војске.
Северно у Ауерштету Даву и Бернадот су добили наређење да доћу да помогну Наполеону. Даву је послушао, а маршал Бернадот није због неких непознатих разлога. Пруска војска од 55.000 војника је блокирала Давуов пут према југу. Ту су били пруски краљ, војвода од Брунсвика и фелдмаршал Мелендорф. Иако је Давуов 3. корпус имао дупло мање војника (27.000) одолевао је вишеструким нападима бројнијег противника, па је кренуо у контранапад и натерао Прусе у бег.

## Битка код Јене
Битка код Јене започела је случајним вечерњим сусретом француске војске маршала Лана и пруске војске јачине 30.000 војника од генерала Фридриха Хоенлохеа. Маршал Жан Лан је одмах затражио појачања, а камповао је крај непријатељских позиција, Током ноћи су долазиле нове јединице све док Французи нису имали најмање 50.000 војника и још војске на путу.
Почетни француски корак је био да подстакну Прусе на битку на отвореном терену, где би бројчана надмоћ долазила до изражаја. Хоенлох је затражио да му дође 15.000 војника под командом генерала Рихелове. Надао се да ће се одржати док му ови не стигну. Маршал Мишел Неј је био нестрпљив и без договора са осталима напао је Прусе. Готово је упропастио све оно што је спремала француска страна. Ниједна страна није могла да поверује какву је глупост маршал Мишел Неј направио јер је своју војску довео у опасност да га прегази пруска коњица. Срећом су Лан и француска коњица интервенисали и спасили маршала Неја.
Наполеон је у 13:00 наредио општи напад и за два сата исцрпљени Пруси су побегли са бојног поља спасавајући се сабљи коњаника генерала Мира. Наполеон је у Јени изгубио 5.000 војника, а Пруси 25.000.

## Битка код Ауерштета
Гиденова војска покренула се према Наубургу пре 6:30. До 7:00 пруска коњица и артиљерија је зауставила напредовање Француза крај Попела. Била је велика магла, која се управо дизала док су се приближавали насељу. Када је маршал Луј Даву постао свестамн пруске војске наредио је Гиденовој војсци да се распореде у Хасенхаузену. Пруски командант на бојном пољу био је Шметау и имао је наређење да напредује путем, који је Даву требало да блокира на прелазу Козен. Док се се његове снаге распоређивале за напад на Хасенхаузен генерал фон Блихер је стигао са коњицом и распоредио се налево. Заједно су напали Гиденову војску и потиснули је у Хасенхаузен.
Вартенслебен је заједно са Војводом од Брунсвика стигао у 8:30. Војвода од Брунсвика је поставио пешадију на лево крило, а коњицу надесно. Остатак француске коњице стигао је у 9:00 и распоређен је на Гиденовово лево крило. Фријант и артиљерија су стигли у 9:30 и покретали су се у квадратима на десној Гиденовој страни. Напредак француских квадрата потиснуо је фон Блихерову коњицу. Пошто није имао на располагању ниједну другу могућност ипак је наредио коњици да нападне. У исто време две Вартенслебенова пука напали су Хасенхаузен. Сва три пруска коњичка пука су уништена у том нападу, а пешадија је морала да се повлачи. Кратко пре 10:00 војвода од Брунсвика је наредио општи напад на Хасенхаузен. Војвода од Брунсвика је већ пре 10:00 био смртно рањен. Шметау је такође био тешко рањен. Са губитком два команданта, пруска команда се распала, а армији је запретила опасност расула.
Око 10:30 стигла је фон Блихерова пешадија и пешадија од принца од Оранжа. Краљ је одлучио да подели снаге од Оранжа на два дела и да пола распореди на свако крило. На француској страни је стигла Моранова дивизија да осигура Гиденово лево крило. Даву је у 11:00 наредио контранапад. Разбио је Шметауов центар до подне и присилио их на повлачење до потока Лисбах. Блихерова коњица је била разбијема, па је Вартенслебен покушавао да прерасподели своју војску. Пруси су схватили да су изгубили битку, па је краљ наредио повлачење.

## Последице
Наполеон у почетку није веровао да је Давуов један корпус победио главнину пруске армије без икакве помоћи. Даву је постао војвода од Ауерштата. Жан Батист Бернадот умало није смењен јер није учествовао ни у једној од две битке. На пруској страни војвода од Брунсвика је био смртно рањен код Ауерштата. Следећих неколико дана преостале пруска снаге нису могле да пруже никакав озбиљнији отпор немилосрдној потери маршала Жоашена Мира. Саву је 25. октобра одвео свој исцрпљени корпус у Берлин. Хоенлоеова војска се предала 28. октобра, а Блихерова 7. новембра. Остао је изоловани пруски отпор, али Наполеон се морао окренути Русији као главном непријатељу. Пруска је избачена из рата против Наполеона.

## Утицаји
Битка је показала да су потребне реформе и пруској држави и војсци. Значајни пруски реформатори као Герхард фон Шарнхорст, Август фон Гнајзенау и Карл фон Клаузевиц учествовали су у тој бици. Њихове реформе су касније успеле да преобразе Пруску у модерну државу. Пруска је касније постала водећа сила континента. Хегел је у доба битке био професор на универзитету у Јени и завршавао је дело „Феноменологија духа“.